# Elecciones municipales de Maynas de 1993
Las elecciones municipales de Maynas de 1993 se llevaron a cabo el 29 de enero de 1993 para elegir al alcalde y al Concejo Provincial de Maynas para el periodo 1993-1995. La elección se celebró simultáneamente con elecciones municipales en todo el país.

## Sistema electoral
La Municipalidad Provincial de Maynas es el órgano administrativo y de gobierno de la provincia de Maynas. Está compuesta por el alcalde y el Concejo Provincial.
La votación del alcalde y el concejo se realiza en base al sufragio universal, que comprende a todos los ciudadanos nacionales mayores de dieciocho años, empadronados y residentes en la provincia de Maynas y en pleno goce de sus derechos políticos, así como a los ciudadanos no nacionales residentes y empadronados en la provincia de Maynas.
El Concejo Provincial de Maynas está compuesto por 19 regidores elegidos por sufragio directo para un período de tres (3) años, en forma conjunta con la elección del alcalde (quien lo preside). La votación es por lista cerrada y bloqueada. Se asigna a la lista ganadora los escaños según el método d'Hondt o la mitad más uno, lo que más le favorezca.

## Composición del Concejo Provincial de Maynas
La siguiente tabla muestra la composición del Concejo Provincial de Maynas antes de las elecciones.
| Partidos | Partidos                                                | Regidores |
| -------- | ------------------------------------------------------- | --------- |
|          | Frente Democrático                                      | 13        |
|          | Partido Aprista Peruano                                 | 4         |
|          | Lista Independiente N° 7 Movimiento Regionalista Loreto | 1         |
|          | Izquierda Unida                                         | 1         |

## Partidos y candidatos
A continuación se muestra una lista de los principales partidos y alianzas electorales que participaron en las elecciones:
| Candidatura | Candidatura | Partidos y alianzas | Candidatos | Candidatos             | Ideología                                                  | Resultado previo | Resultado previo | Ref. |
| Candidatura | Candidatura | Partidos y alianzas | Candidatos | Candidatos             | Ideología                                                  | Votos (%)        | Reg.             | Ref. |
| ----------- | ----------- | --- | ---------- | ---------------------- | ---------------------------------------------------------- | ---------------- | ---------------- | ---- |
|             | AP          | Lista - Acción Popular (AP) |            | Joaquín Abensur Araujo | Humanismo Nacionalismo cívico Reformismo                   | 56.76%           | 10               |      |
|             | PPC         | Lista - Partido Popular Cristiano (PPC) |            | Gustavo Balvín Arauco  | Democracia cristiana Conservadurismo Liberalismo económico | 56.76%           | 3                |      |
|             | APRA        | Lista - Partido Aprista Peruano (APRA) |            | Enrique Pinedo García  | Aprismo                                                    | 21.40%           | 4                |      |
|             | IU          | Lista - Izquierda Unida (IU) – Unión de Izquierda Revolucionaria (UNIR) – Partido Comunista Peruano (PCP) – Frente Obrero Campesino Estudiantil y Popular (FOCEP) |            | Bertha Núñez Córdova   | Marxismo-leninismo Mariateguismo Socialismo democrático    | 7.65%            | 1                |      |
|             | FNTC        | Lista - Frente Nacional de Trabajadores y Campesinos (FNTC) |            | Jorge Khan Ríos        | Nacionalismo de izquierda Tahuantinsuyismo                 | 0.68%            | 0                |      |
|             | IND         | Lista - Lista Independiente N° 29 |            | Yván Vásquez Valera    | Localismo mayneño                                          | Nuevo            | Nuevo            |      |
|             | IND         | Lista - Lista Independiente N° 49 |            | Jorge Chávez Sibina    | Localismo mayneño                                          | Nuevo            | Nuevo            |      |

Otros candidatos
| Partidos y alianzas | Partidos y alianzas       | Candidatos                 |
| ------------------- | ------------------------- | -------------------------- |
|                     | Lista Independiente N° 11 | Fernando Vargas Franchini  |
|                     | Lista Independiente N° 13 | Henaro Barbarán Hidalgo    |
|                     | Lista Independiente N° 15 | Inés Valdez Vásquez        |
|                     | Lista Independiente N° 19 | Héctor Barriga Reátegui    |
|                     | Lista Independiente N° 27 | Magno Santillán Meza       |
|                     | Lista Independiente N° 37 | Luis Menéndez Rojas        |
|                     | Lista Independiente N° 43 | Joel Rivera Cabrera        |
|                     | Lista Independiente N° 51 | Tito Reátegui del Castillo |
|                     | Lista Independiente N° 53 | Marcial Cavero Palomino    |
|                     | Lista Independiente N° 55 | José Valera Suárez         |
|                     | Lista Independiente N° 57 | Bernardo Sandoval Chávez   |
|                     | Lista Independiente N° 59 | Julio Rodríguez Velásquez  |
|                     | Lista Independiente N° 61 | Roger Ruiz Frías           |

## Resultados

### Sumario general
|                        |                                                     |              |              |              |           |           |
| Partidos y coaliciones | Partidos y coaliciones                              | Voto popular | Voto popular | Voto popular | Regidores | Regidores |
| Partidos y coaliciones | Partidos y coaliciones                              | Votos        | %            | +/−          | Total     | +/−       |
|                        | Acción Popular (AP)                                 | 38,665       | 40.54        | n/a          | 11        | +1        |
|                        | Lista Independiente N° 49                           | 25,731       | 26.98        | n/a          | 5         | +5        |
|                        | Lista Independiente N° 29                           | 13,418       | 14.07        | n/a          | 3         | +3        |
|                        | Partido Aprista Peruano (APRA)                      | 3,992        | 4.19         | –17.21       | 0         | –4        |
|                        | Lista Independiente N° 55                           | 3,491        | 3.66         | n/a          | 0         | ±0        |
|                        | Lista Independiente N° 51                           | 1,683        | 1.76         | n/a          | 0         | ±0        |
|                        | Lista Independiente N° 57                           | 1,682        | 1.76         | n/a          | 0         | ±0        |
|                        | Izquierda Unida                                     | 1,421        | 1.49         | –6.16        | 0         | –1        |
|                        | Lista Independiente N° 61                           | 1,128        | 1.18         | n/a          | 0         | ±0        |
|                        | Partido Popular Cristiano (PPC)                     | 674          | 0.71         | n/a          | 0         | –3        |
|                        | Frente Nacional de Trabajadores y Campesinos (FNTC) | 659          | 0.69         | –1.54        | 0         | ±0        |
|                        | Lista Independiente N° 43                           | 652          | 0.68         | n/a          | 0         | ±0        |
|                        | Lista Independiente N° 37                           | 505          | 0.53         | n/a          | 0         | ±0        |
|                        | Lista Independiente N° 15                           | 451          | 0.47         | n/a          | 0         | ±0        |
|                        | Lista Independiente N° 53                           | 420          | 0.44         | n/a          | 0         | ±0        |
|                        | Lista Independiente N° 27                           | 272          | 0.29         | n/a          | 0         | ±0        |
|                        | Lista Independiente N° 19                           | 271          | 0.28         | n/a          | 0         | ±0        |
|                        | Lista Independiente N° 13                           | 102          | 0.11         | n/a          | 0         | ±0        |
|                        | Lista Independiente N° 59                           | 102          | 0.11         | n/a          | 0         | ±0        |
|                        | Lista Independiente N° 11                           | 57           | 0.06         | n/a          | 0         | ±0        |
|                        |                                                     |              |              |              |           |           |
| Total                  | Total                                               | 95,376       |              |              | 19        | ±0        |
|                        |                                                     |              |              |              |           |           |
| Votos válidos          | Votos válidos                                       | 95,376       | 85.56        | +3.69        |           |           |
| Votos en blanco        | Votos en blanco                                     | 3,712        | 3.33         | –0.79        |           |           |
| Votos nulos            | Votos nulos                                         | 12,391       | 11.12        | –2.89        |           |           |
| Votos emitidos         | Votos emitidos                                      | 111,479      | 71.38        | –1.94        |           |           |
| Abstenciones           | Abstenciones                                        | 44,687       | 28.62        | +1.94        |           |           |
| Votantes registrados   | Votantes registrados                                | 156,166      |              |              |           |           |
|                        |                                                     |              |              |              |           |           |
| Fuente:                |                                                     |              |              |              |           |           |

## Elecciones municipales distritales

### Resultados por distrito
La siguiente tabla enumera el control de los distritos de la provincia de Maynas. El cambio de mando de una organización política se resalta del color de ese partido.
| Distrito       | Alcalde(sa) titular        | Partido político | Partido político               | Alcalde(sa) electo(a)      | Partido político | Partido político                |
| -------------- | -------------------------- | ---------------- | ------------------------------ | -------------------------- | ---------------- | ------------------------------- |
| Alto Nanay     | Carlos Ushiñahua Chávez    |                  | Partido Aprista Peruano        | Leonardo Wong Pinche       |                  | Lista Independiente N° 21       |
| Fernando Lores | Florencio Romero Gonzales  |                  | Frente Democrático             | Enriquez Paredes Zumba     |                  | Acción Popular                  |
| Indiana        | Elisbán Ochoa Sosa         |                  | Izquierda Unida                | Elisbán Ochoa Sosa         |                  | Lista Independiente N° 35       |
| Las Amazonas   | Ruperto Mendoza Coquinche  |                  | Frente Democrático             | Oswaldo Ruiz Campos        |                  | Acción Popular                  |
| Mazán          | Oswaldo Amaral Vásquez     |                  | Frente Democrático             | Víctor Lozano Calampa      |                  | Izquierda Unida                 |
| Napo           | Miguel Rodríguez Figueroa  |                  | Frente Democrático             | Aníbal Flores Orbe         |                  | Frente Nacional de Trabajadores |
| Punchana       | Arquímedes Santillán Gómez |                  | Frente Democrático             | Arquímedes Santillán Gómez |                  | Acción Popular                  |
| Putumayo       | Juan Pacaya Magallanes     |                  | Movimiento Regionalista Loreto | Gerardo Álvarez Vázquez    |                  | Acción Popular                  |
| Torres Causana | Eleodoro Jipa Mamallacta   |                  | Comunidades Nativas Alto Napo  | Wilson Guerrero Machado    |                  | Partido Aprista Peruano         |
| Yaquerana      | Juan Chávez Mozombite      |                  | Frente Democrático             | Moisés Bendayán Acosta     |                  | Lista Independiente N° 47       |